# مشروع ميكويان 1.44
مشروع ميكويان 1.44 / 1.42 (بالروسية: Микоян МиГ-1.44، تعريف الناتو:فلاتباك Flatpack - الحزمة المسطحة) كان مشروعا لعرض التكنولوجيا المتقدمة من قبل مكتب ميكويان للتصميم التجريبي. مثلت هذه المقاتلة رد الاتحاد السوفيتي على مشروع المقاتلة التكتيكية المتقدمة (ATF) الخاص بالولايات المتحدة، وقدمت المقاتلة السوفييتية العديد من خصائص مقاتلات الجيل الخامس مثل إلكترونيات الطيران المتقدمة وتقنية التخفي والمناورة الفائقة والطواف الفائق. طال أمد عملية تطوير التصميم وتكررت التأجيلات المطولة بسبب النقص المزمن في التمويل. أجرت الطائرة من طراز ميج 1.44 رحلتها الأولى في شباط/فبراير 2000 وذلك بتأخير تسع سنوات عن موعدها ثم ألغيت في وقت لاحق من ذلك العام.

## المواصفات الفنية

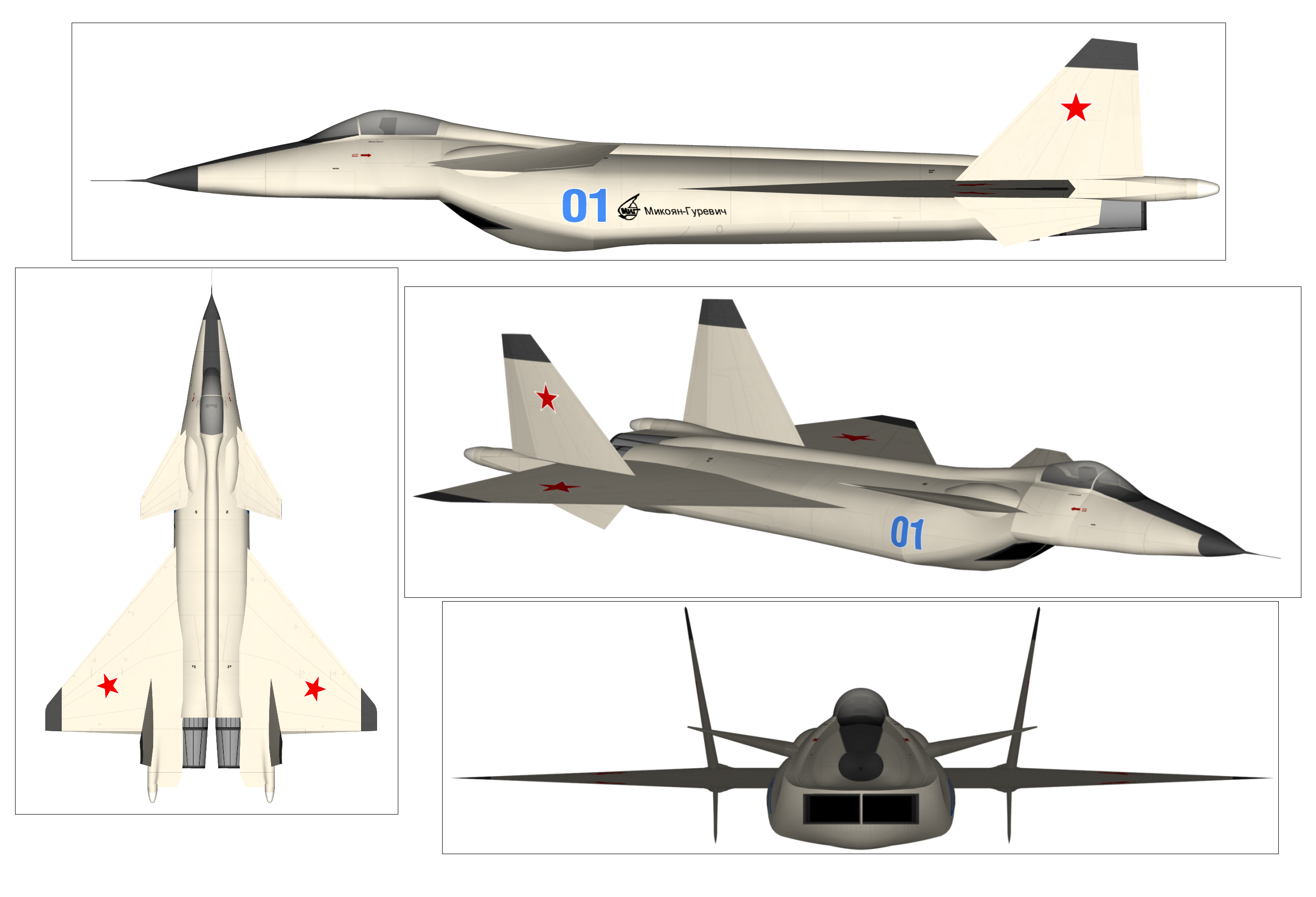
4 view illustration